# Ladenbergia epiphytica
Ladenbergia epiphytica är en måreväxtart som beskrevs av Bengt Lennart Andersson. Ladenbergia epiphytica ingår i släktet Ladenbergia och familjen måreväxter. Inga underarter finns listade i Catalogue of Life.